# MH Nagysándor József 51. Híradó- és Vezetésbiztosító Dandár
A MH Nagysándor József 51. Híradó- és Vezetésbiztosító Dandár a Magyar Honvédség egyedüli híradó és vezetésbiztosító közvetlen alakulata.

## Rendeltetése és feladatai
A Magyar Honvédség és szövetséges haderők magasabb egységeinek kiszolgálása. A katonák kiképzése, továbbképzése. Felkészítésük békés és háborús feladatokra. A technikai eszközök, anyagok, gépjárművek megóvása, karbantartása, hadrafoghatóságának biztosítása. A csapattagozatnál magasabb szintű speciális technikai eszközjavítási és kiszolgálási műveletek, helyszíni technikai kiszolgálások, hibaelhárítások, javítások. A Honvédség híradó, informatikai és információvédelmi támogatása;

## Jogelőd szervezetek története

### MH 43. Nagysándor József Híradó Zászlóalj története
1945. március 15-én Debrecenben alakult meg a 6. Hadosztály és ennek kötelékében lett felállítva a hadosztály közvetlen híradószázad, állomáshelye a Pallag-pusztai Mezőgazdasági Iskola volt. 
1945. májusában a hadosztály állomáshelye Polgárdi, míg a közvetlen híradószázad állomáshelye Balatonalmádi lett. 
1946.május hónapban új helyőrségbe, Szekszárdra került, majd az őszi átszervezéskor, mint önálló híradószázad az 1. Honvéd-gyalogos Hadosztály alárendeltségébe került. A század parancsnoka Bánki Béla százados volt. 
1948-ban az 1. Hadosztály közvetlen híradó század átszervezésre került, mint 1. Honvéd Híradó Zászlóalj. Állomáshelye Pécs lett. A zászlóalj parancsnoka Meggyes József százados volt ekkoriban. 
1949-es tavaszi átszervezéskor a "Klapka" hadrenddel (1949. március 15.-én) az alakulat teljes egészében gépesítve lett, 101. Honvéd Gépkocsizó Híradóezreddé szerveződött. 1950-ben lett a mozgó híradó központtal ellátva a híradó ezred. 
1951-ben ősszel az ezred a MN 43. Önálló Híradóezred hadrendi elnevezést kapta, továbbra is Budapesten állomásozott a Petőfi laktanyában. 
1952-ben a 43. önálló, Honvédelmi Minisztérium közvetlen híradóezred ellátásra került az R/10,R/20, R/40, R/50-es típusú rádiókkal. 1953-ban kapta meg az R/30-as rádiókat, 1956-ban a K-80-as távbeszélő központokat. 
Az 1956-os őszi átszervezéskor a MN 43. Híradóezred, hadsereg közvetlen híradóezred hadrendi beosztást kapott. 
1956. november hónapban átszervezték, mint 43. HM közvetlen híradóezred és Vác helyőrségbe helyezték át.
1957-től a híradóezred többször átszervezésre került.
1962. augusztusában diszlokált Székesfehérvárra az 5. Hadsereg kötelékében. A következő években számos szervezeti váltás történt. 1969-ben az ezred állományából a rádió-relé zászlóalj kivált, és Ercsi helyőrségbe diszlokált. A zászlóalj kiváltására önálló rádió-relé századot szerveztek. 
1970-ben RH rádiócsoport került felállításra Szentkirályszabadján, valamint egy URH átjátszó állomás Hidegkúton. 
1973-ban felállításra került az ellátó század, az 1. zászlóaljból lett létre hozva a rádiózászlóalj, a 2. zászlóaljból pedig a központ vezetékes zászlóalj. 
1975-ben felállításra került a Tüzér Híradószázad, Várpalota (Mandulás) helyőrségben. 
1982-től folyamatosan jöttek a szervezési változások és a technikai fejlesztések.
1990. március 15-én létre jött a Magyar Honvédség és az 5. Hadsereg átalakult a Szárazföldi Csapatok Parancsnokságává. A GAMMA szervezeti változások következtében az egység állománytáblája 1991. augusztus 1-től gyökeresen megváltozott. Az addig önállóan működő MH 5. Önálló Légvédelmi Vezetési Zászlóalj ocsibeintegrálódott az egység szervezetébe. 
Az 1990-es évek közepéig alakulatok szűntek meg, egybeolvadtak más alakulatokkal. 
Az 1997-ben az Ercsiben lévő MH 123.Eötvös József Vonalépítő Híradó Ezred felszámolásra került. Állományának egy része beintegrálódott a 43. Híradó Ezredbe.
A Magyar Honvédség haderő csökkentése miatt a híradóezred 2000. október 1-én megszűnt, bázisán új önálló hadrendi elemként az MH 43. Nagysándor József Híradó Zászlóalj alakult meg. 
A híradó zászlóalj megalakulását követően eredményesen vett részt a különböző hazai és nemzetközi gyakorlatokon.
A zászlóalj tiszti, tiszthelyettesi, valamint szerződéses állománya folyamatosan vesz részt az IFOR, SFOR, AFOR, KFOR, UNFICYP, valamint az Iraki katonai béketámogató műveletekben.

### MH 5. Alba Regia Vezetésbiztosító Zászlóalj története
1961. augusztus 1-én jött létre a MH 5. Alba Regia Vezetésbiztosító Zászlóalj jogelődje az 5. Hadsereg alárendeltségében, mint 5. Hadsereg Komendáns Szolgálat Budapest helyőrségben a "Petőfi Sándor" Laktanyában. 
1963. decemberében az alakulat Székesfehérvárra települt át a Münnich Ferenc, mai nevén Alba Regia Laktanyába. 
1967-ben az alakulat az 5. Hadsereg Rendészeti Komendáns Zászlóalj megnevezést kapta, 1969-től 5. Hadsereg Rendészeti Komendáns Ezred néven működött tovább.  
1989-ben az alakulat megnevezése ismét megváltozott. Felvette a Székesfehérvárra utaló ALBA REGIA nevet. Hivatalos megnevezése MH Alba Regia Önálló Rendészeti és Komendáns Ezred lett.  
2000. november 1-től MH 5. Alba Regia Vezetésbiztosító Zászlóalj megnevezéssel működött felszámolásáig. 
A két alakulat felszámolásával és egybeolvasztásával létrejött 2004. május 28-án a MH 43. Vezetéstámogató Zászlóalj. Megalakulásának időpontja jogfolytonosság alapján 1949. március 15. Ez annak volt tudható be, hogy a haderőcsökkentés miatt nagyon sok alakulatot számoltak fel, és nem volt szükség olyan sok harcbiztosító alakulatra sem. A Magyar Honvédség területvédelemről áttért a missziós feladatok elvégzésére.
2007. január 1-től az alakulat neve ismét megváltozott MH 43. Nagysándor József Híradó és Vezetéstámogató Ezredre.
2023. január 1-től az alakulat neve ismét megváltozott és új hadrendi számot is kapott MH Nagysándor József 51. Híradó- és Vezetésbiztosító Dandár.